# Cupido i Psique

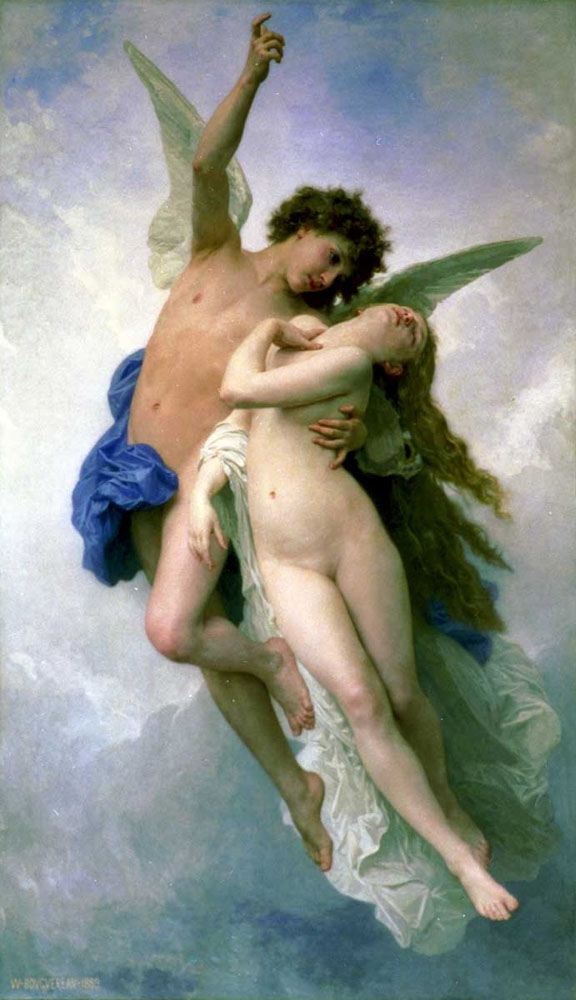
Alguns artistes en posar títol a les seves obres inspirades en la narració de Cupido i Psique han preferit fer servir un dels altres noms de Cupido, com en aquesta pintura de William-Adolphe Bouguereau (1889), anomenada Psique i Amor.

Cupido i Psique és un dels contes narrats a la novel·la del segle II Les Metamorfosis, de l'escriptor romano-africà Luci Apuleu. L'èxit d'aquesta història, que tracta sobre les dificultats d'una parella d'enamorats fins al seu desenllaç feliç en un matrimoni, ha inspirat nombroses obres d'art i ha servit de base per escriptors posteriors en diverses llengües. Segons han interpretat alguns crítics, la narració conté elements que encaixen amb el neoplatonisme i fa al·lusions a religions mistèriques, segons altres interpretacions és una al·legoria de la mitologia grega.

## L'autor
Luci Apuleu fou un escriptor nascut al nord d'Àfrica, quan era una de les províncies de l'Imperi Romà. Aquest escriptor va viatjar i va conèixer diverses ciutats del Mediterrani abans d'escriure una obra en prosa que el va fer famós, Les Metamorfosis, també conegut amb el títol L'ase d'or. Dins d'aquesta obra està el conte de Cupido i Psique. No és clar si l'autor es va basar en una obra anterior en grec adaptant-la al llatí o si és completament invenció seva. Existeix un text d'argument similar titulat Λούκιος ἢ ὄνος (Loúkios è ónos, «Luci o l'ase»), d'autoria disputada, que tradicionalment s'havia atribuït a un contemporani seu, LLucià de Samòsata.

## Argument

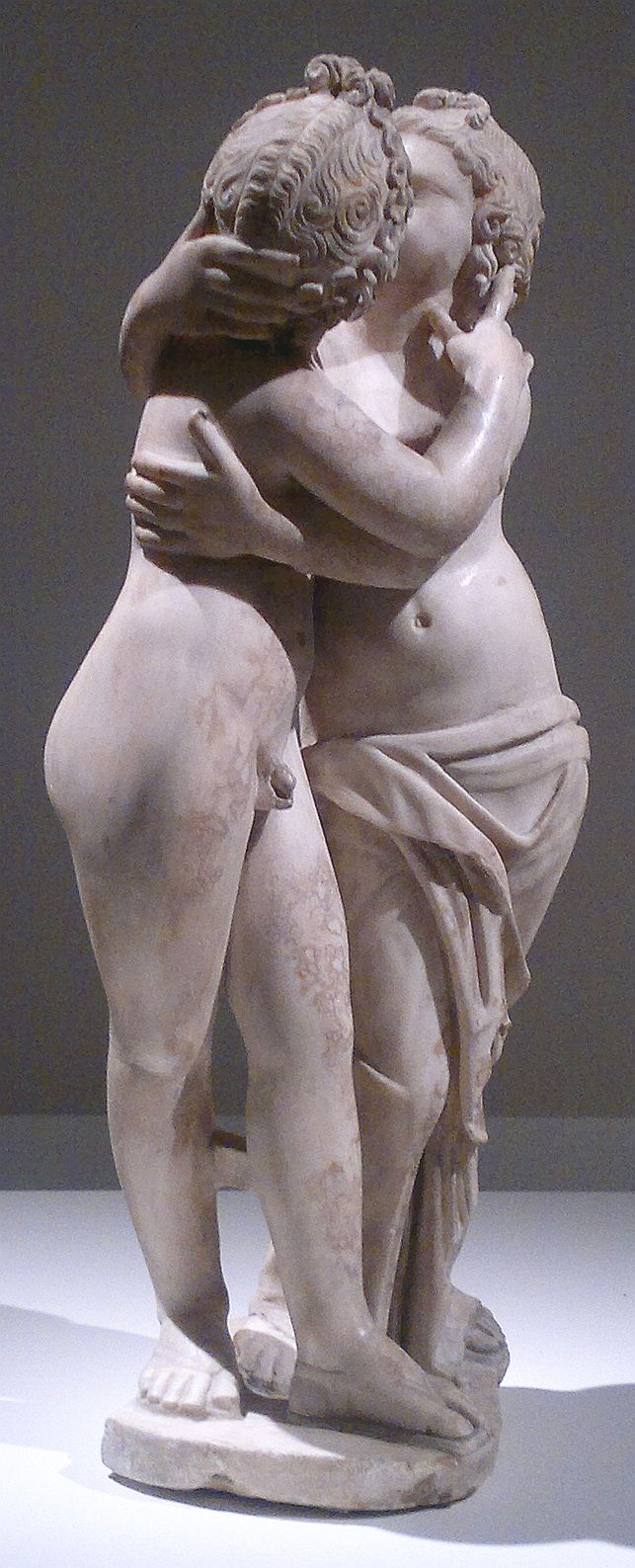
Estatua d'Eros i Psique. Segle II dC (còpia d'un original grec del segle II aC). Staatliche Kunstsammlungen, Dresden

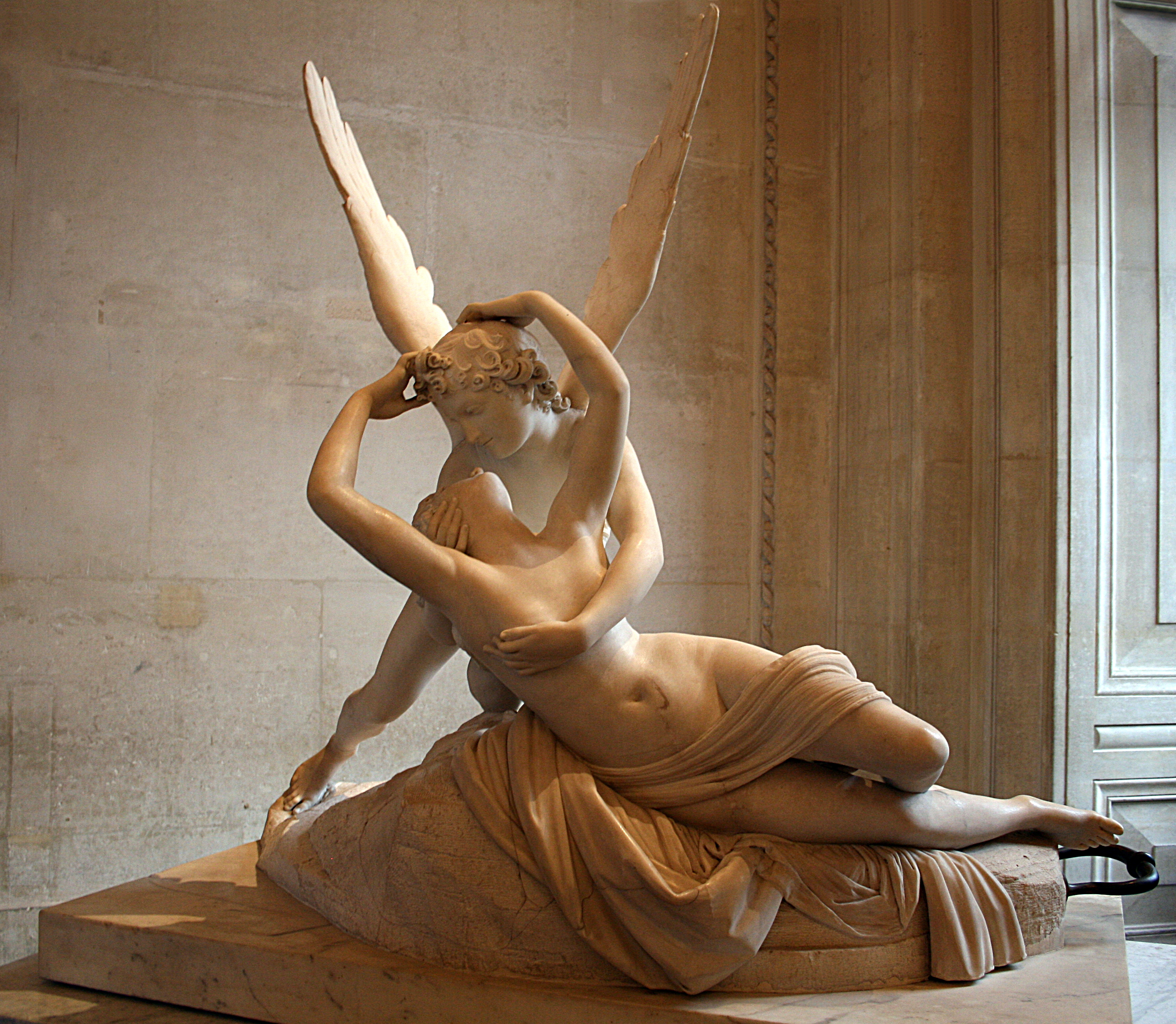
Psique revifada pel petó de l'amor - Antonio Canova - Louvre (París).

Un rei i una reina, governants d'un reialme sense nom, tenien tres filles, la més jove de les quals es deia Psique i era molt bella. La deessa Venus n'estava gelosa, ja que a causa de la bellesa d'aquesta noia, molts homes oblidaven fer-li les ofrenes al seu temple. La deessa va demanar a Cupido, que fes servir les seves fletxes daurades per fer que Psique s'enamorés de l'home més lleig del món. Cupido, però, ferit accidentalment amb una de les seves pròpies fletxes, es va enamorar de la noia.
Mentrestant, els pares de Psique s'amoïnen perquè la seva filla petita continua soltera mentre que ja havien casat les altres amb reis estrangers, i consulten l'oracle d'Apol·lo a Milet, el qual els diu que ella no està destinada a cap amant mortal, sinó a un monstre amb ales que fins i tot els déus temen, al qual han d'oferir Psique posant-la al cim d'un precipici abillada de núvia. Psique es resigna al seu destí i és conduïda al cim de la muntanya, on la comitiva alhora fúnebre i nupcial l'abandona. Tanmateix, en comptes de ser devorada pel monstre, la noia és transportada per Zèfir, el vent de l'oest, muntanya avall fins a un meravellós palau situat en una plana, ple de joies i ornaments. Un cop allà Psique es deixa servir per servents i músics invisibles dels quals només sent les veus i, cada nit, fa l'amor apassionadament a les fosques amb un amant desconegut, del qual queda embarassada. Empesa per l'enyorança de tornar a veure la seva família, Psique demana al seu amant que Zèfir transporti al palau les seves dues germanes, que han anat al penya-segat per plorar-la. Quan veuen el luxe en què viu Psique, l'enveja corseca les germanes. En successives visites, convencen Psique que l'amant invisible que s'amaga en la foscor és el monstre alat, que la devorarà aviat, i que per salvar-se haurà d'encendre una llàntia i tallar-li el cap quan estigui adormit. Quan la noia ho intenta, però, descobreix sorpresa que el seu amant és Cupido. Una gota d'oli calent de la llàntia cau sobre l'espatlla del déu, que es desperta i vola lluny decebut.
Psique es desespera i intenta ofegar-se en un riu sense aconseguir-ho; tot seguit es troba amb el déu Pan, que li demana que no intenti suïcidar-se més sinó que invoqui l'ajut de Cupido. Marxa a visitar una de les seves germanes i li explica el que ha passat, però dient que Cupido ara es vol casar amb la germana de Psique. Enganyada i il·lusionada de convertir-se en l'esposa del déu, la germana marxa al cim de la muntanya i se'n deixa caure, refiant-se que el vent Zèfir la portarà al palau de Cupido, però Zèfir la ignora i en comptes d'això s'estimba pel precipici i mor. Tot seguit, Psique visita l'altra germana i passa el mateix.
Psique cerca el seu amant per bona part de Grècia, ensopegant finalment amb un temple dedicat a Demèter, on el terra està escampat d'espigues de blat, falçs i utillatge d'agricultor. Moguda per devoció a la deessa i desitjant el seu ajut, endreça tot el temple i prega a Demèter, que se li apareix i li denega tot ajut, dient que Venus ha descobert tot el que ha fet Cupido, l'ha tancat i castigat i vol venjar-se de Psique, i que ella no vol sacrificar la seva bona relació amb Venus intercedint per la noia. Després Psique visita un temple de Juno, que tampoc no la vol ajudar. Desesperada, la noia es lliura voluntàriament a Venus, que la castiga fent-la assotar per les seves esclaves Inquietud i Tristesa, i després li assigna la tasca de destriar una gran pila de grans de diverses espècies de cereals i llegums, prometent-li d'aprovar el seu casament amb Cupido si ho fa en només unes hores. Una colònia de formigues, però, es compadeix de Psique i fa la feina per ella. Llavors Venus, enfurismada, li ordena aconseguir llana d'or d'unes ovelles que pasturen salvatges. Psique es desespera de nou i intenta ofegar-se en un riu, però les canyes li parlen i li diuen que si intenta prendre llana de les ovelles aquestes la mataran, però que si espera fins al migdia, les ovelles aniran a buscar l'ombra a l'altre costat del camp i s'adormiran, i que llavors podrà agafar la llana que queda enganxada per les branques i l'escorça dels arbres. Psique així ho fa i Venus s'encolereix encara més en veure que havia sobreviscut i superat la segona prova. Llavors li imposa una tercera prova: recollir aigua de la font del riu Cocit, que recorre el món dels morts. Aquesta vegada l'àliga reial de Júpiter, per consideració de Cupido, és qui ajuda Psique.
Finalment, Venus li ordena anar a l'Hades i demanar a Proserpina, la reina de l'inframon, una mica de la seva bellesa i després ficar-la en una capsa negra que li dona. Psique va a una torre per llançar-se, decidint que el camí més curt cap a l'inframon serà la mort. Però en l'últim moment la torre li parla i l'atura, tot indicant-li una drecera que li permetria entrar i tornar encara amb vida, a més de dir-li com superar la trobada amb el gos Cèrber, Caront i els altres perills d'aquest camí. Psique calma Cèrber amb un pastís d'ordi i paga a Caront amb un òbol perquè la porti amb la seva barca a l'Hades. Durant el viatge ignora les peticions d'ajuda dels habitants dels inferns com li havia advertit la torre. Un cop aconseguit l'afait màgic de Proserpina, torna a pagar a Caront per tornar i li dona l'altre pastís a Cèrber perquè li permeti sortir.
Ja fora de l'inframon i moguda per la curiositat, Psique decideix obrir la caixa i prendre una mica de la bellesa en benefici propi, pensant que això farà que Cupido la torni a estimar. A dins hi ha, però, un «son Estigi» que la deixa adormida. Eros, qui ja l'ha perdonat, s'escapa de la presó de Venus, vola fins al seu cos i neteja el son dels seus ulls, suplicant llavors a Júpiter i Venus el seu permís per casar-se amb Psique. Aquests accedeixen i Júpiter confereix la immortalitat a Psique en un gran casament en presència de tots els déus, on Venus balla. La parella té una filla anomenada Voluptas (Plaer).

## Anàlisi

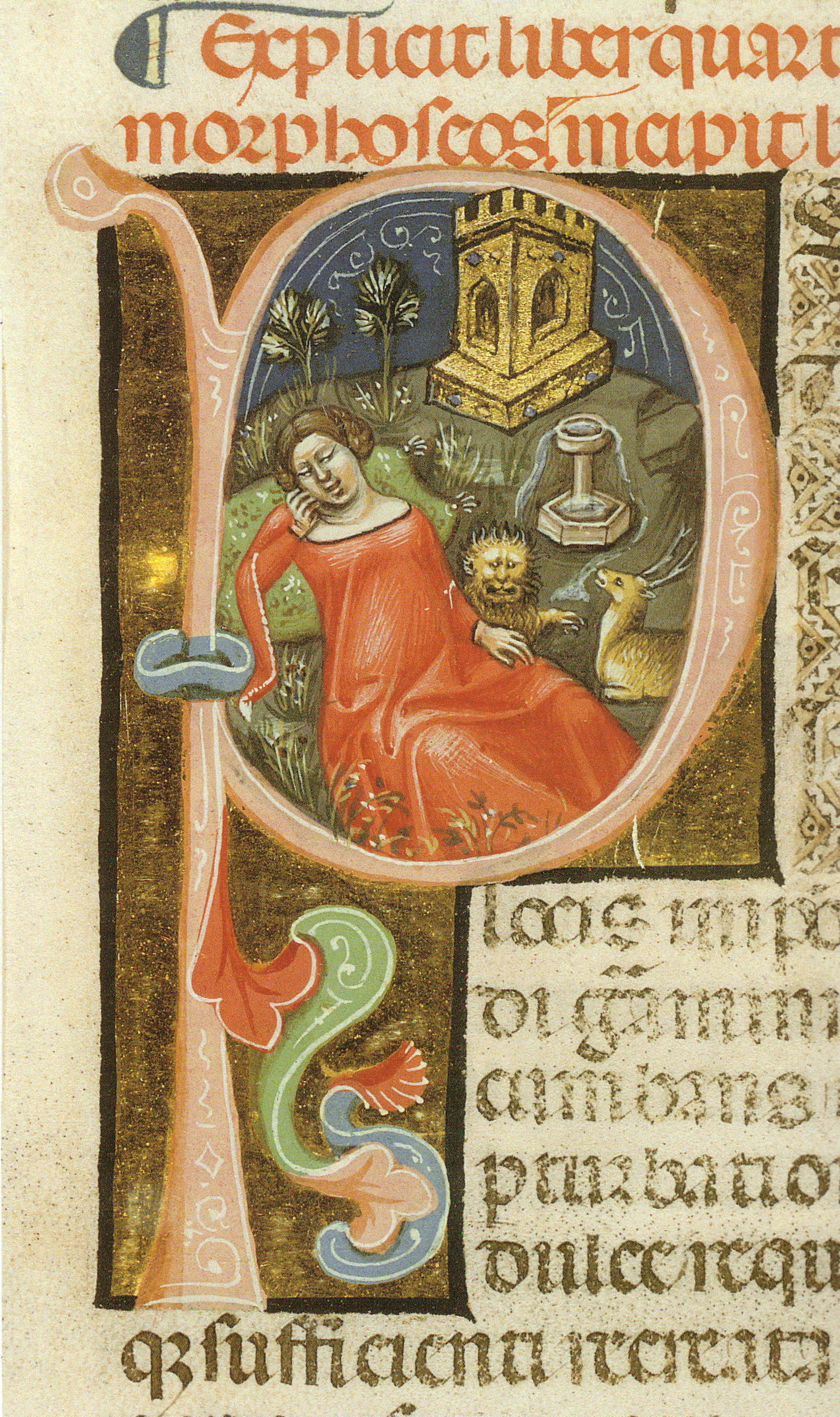
Psique a la cova de Cupido, il·lustració d'una publicació del 1345 del llibre Les Metamorfosis, conservat a la Biblioteca Vaticana

El conte tracta principalment el tema de la decepció amorosa i els patiments per recuperar l'estimació perduda. També és però una al·legoria: la lluita entre els sentiments i la raó. Psique, en grec vol dir «ment, raó» i Cupido és la representació del sentiment amorós, que és tan aleatori i capriciós com pugui ser el camí que prenen les seves fletxes daurades. Per altra banda està la qüestió de la fe: estimar implica confiar cegament en l'altre.
Al segle v, l'escriptor Marcià Capel·la va interpretar aquesta història com una al·legoria de la caiguda de l'ànima humana. Segons Capel·la, la immortalitat aconseguida al final de la narració és la recompensa per haver-se lliurat a l'amor; aquest autor va escriure una versió fent un gir oposat als esdeveniments originals: L'amor sexual anava a portar Psique cap a la mortalitat, però Cupido li ensenya el camí de la virtut i de l'amor espiritual, fent que així sigui immortal. La història entra així en l'àmbit de la mística cristiana. En el manuscrit Sobre l'origen del món, tot i no ser un text cristià sinó gnòstic, es poden trobar elements del cristianisme amb altres pagans com ara quan es diu que la primera rosa va ser creada de la sang que Psique quan va perdre la virginitat amb Cupido. Segons l'estudi mitològic de l'escriptor cristià del s.VI, Fulgenci Psique representava a Adam, caigut del paradís empès per la curiositat sobre la luxúria. La confrontació amb les germanes de Psique representa l'oposició entre el pecat de la luxúria i el lliure albir, els pares simbolitzen Déu i la Matèria. Per l'escriptor italià del segle xiv, Boccaccio el matrimoni entre Cupido i Psique simbolitza la unió entre l'ànima i Déu. Aquesta interpretació és també de caràcter neoplatònic.
En una cova de Càpua que feia de santuari dedicat a Mitras, es va trobar una pintura representant la llegenda de Cupido i Psique. No és clar si aquesta imatge era un símbol de la salvació que predicava el mitraisme, si formava part dels secrets rituals iniciàtics o si la seva presència al mitreum no té res a veure amb la mística d'aquesta religió.
Al segle xx, alguns autors han analitzat la narració des del punt de vista de la psicologia i han vist en ella l'evolució d'una dona que passa d'un amor superficial a un altre més madur. En la perspectiva de la Teoria feminista se'l considera un paradigma de com es desintegra la unitat de gènere de les dones a través de la rivalitat i l'enveja, en substitució dels llaços de germanor amb un ideal d'amor heterosexual.

## Difusió
D'aquesta obra se'n van fer còpies ja en l'antiguitat. Era un tema conegut i esmentat per :Agustí d'Hipona, Macrobi, Sidoni Apol·linar, Marcià Capel·la i Fulgenci, però cap a finals del segle VI va caure en l'oblit, fins que al segle xviii es va trobar un manuscrit, potser l'únic que s'havia conservat. A partir de llavors van tornar a circular còpies entre els primers humanistes de Florència. La interpretació de Boccaccio en la seva Genealogia deorum gentilium, publicada per rimer cop el 1472, va donar un nou impuls a la difusió de la història de Cupido i Psique per tot Europa. En aquesta època es va popularitzar la imatge que representa el moment en el qual Psique descobreix que el seu amant és Cupido, i es podia trobar decorant ceràmica, vitralls o pintat al fresc. El motiu va ser sobretot recreat pels artistes del manierisme. En una mansió d'Anglaterra anomenada Hall-Hill, el propietari va fer pintar 22 escenes d'aquesta història, per celebrar el matrimoni entre el rei Carles I amb Enriqueta.
Un altre moment d'interès sobre el tema es va donar a París entre 1790 i 1800. En aquesta època es van escriure òperes, ballets, era a més un tema que es podia trobar en la decoració de rellotges o en panells d'armaris. El tema es va popularitzar tant que, amb l'arribada de la Revolució Francesa, la moda es va girar en contra, ja que s'havia arribat a identificar la imatge del conte amb l'Antic Règim.
A banda de les moltes traduccions i versions que s'han fet, alguns crítics literaris han fet notar que diversos contes populars podrien haver-se inspirat en Cupido i Psique. Per exemple, La bella i la bèstia (el matrimoni amb un monstre que en realitat no és tal), La Ventafocs (la gelosia de les germanes), El nan belluguet (pels treballs exigits per Demèter i Venus).